# Конференция на безпартийните работнически групи
Конференцията на безпартийните работнически групи е свикана на 20 февруари 1927 с цел да се възстанови легалната дейност на БКП. „Безпартийните“ групи фактически са от поддръжници на нелегалната комунистическа партия от различни части на страната.
На конференцията е взето решение да се създаде Работническа партия с орган вестник „Работническо дело“. Приети са резолюция и декларация за задачите и характера на бъдещата партия.